# Devetnica Božjem milosrđu
Devetnica Božjem milosrđu je rimokatolička molitva u devet dana, koja se temelji na vizijama poljske redovnice sv. Faustine Kowalske (1905. – 1938., proglašena svetom 2000.) Devetnica je zapisana u njenom Dnevniku kao dio pobožnosti Božjem milosrđu.
Isus je priopćio sv. Faustini želju, da se kao priprema za Svetkovinu Božjeg milosrđa obavi devetnica njemu u čast. Započinje na Veliki petak, a završava u subotu uoči Bijele nedjelje, tjedan dana nakon Uskrsa. Može se moliti i u svako drugo vrijeme. Isus je rekao sv. Faustini: "Želim da ovih devet dana dovodiš duše k izvoru mojega milosrđa kako bi u njemu našle snagu, milost i hrabrost za ovaj život, posebno u trenutku smrti. Za ove pobožnosti dijelit ću svakojake milosti."
Svaki dan devetnice sastoji se od molitve Bogu Ocu i Isusu za drugačiju skupinu ljudi. Devet skupina uključuje: cijelo čovječanstvo, ali posebno grešnike; svećenike i redovnike; pobožne i vjerne duše; pogane i one koji još nisu upoznali Boga; heretike i odijeljene; nježne, ponizne i dječje duše; duše koje posebno štuju i časte Božje milosrđe; duše u čistilištu i mlake duše. Prema sv. Faustini, Isus joj je rekao da s obzirom na to, da će moliti za njegovu božansku milost za ljude u svjetlu Njegove muke, neće uskratiti ljudima svoje milosti. Devetnica Božjeg milosrđa objavljena je nepromijenjena, u brošuri Krista Kralja milosrđa 1937. godine.
Prema sv. Faustini, Isus je rekao da ga se tješi u Njegovoj gorkoj žalosti, u koju ga utapa gubitak duša, kada se moli za grešnike; da ga svećenici i redovnici Katoličke Crkve jačaju tijekom njegove muke, a on ih zauzvrat koristi kao kanale kroz koje njegovo milosrđe istječe na svijet; da su ga pobožni i vjerni katolici utješili na putu na Kalvariju; da ga buduća marljivost onih koji ga još ne poznaju tješila u muci; da su heretici i odmetnici ranjavali Njegovo Tijelo i Srce - Crkvu tijekom njegove muke, ali i ublažavali mu rane pomirenjem s Crkvom; da nježne, ponizne i dječje duše najviše nalikuju Isusu, poput anđela koji bdiju pred oltarom, i jačaju ga u Njegovoj muci; da duše koje posebno časte i slave Božje milosrđe najviše plaču nad njegovom mukom i žive najviše u Duhu Svetom, i da neće ići u pakao već će zasjati jedinstvenom slavom na nebu; da duše u čistilištu posebno ljubi te da one ostvaruju zadovoljštinu Isusovoj pravednosti; te da mlake duše najbolnije ranjavaju Njegovo Srce. U Maslinskom vrtu, Isusova je duša doživjela najveće gađenje od jedne jedine ohladnjele duše. Hladne duše bile su razlogom Njegovim riječima: „Oče, ukloni taj kalež, ali samo ako je to Tvoja volja”. Njihovo posljednje sidro spasenja jest bijeg Božjem milosrđu.